# Deoule
Deoule è un comune rurale del Niger facente parte del dipartimento di Bouza nella regione di Tahoua.